# Tramp Art
Pour les articles homonymes, voir Tramp (homonymie).

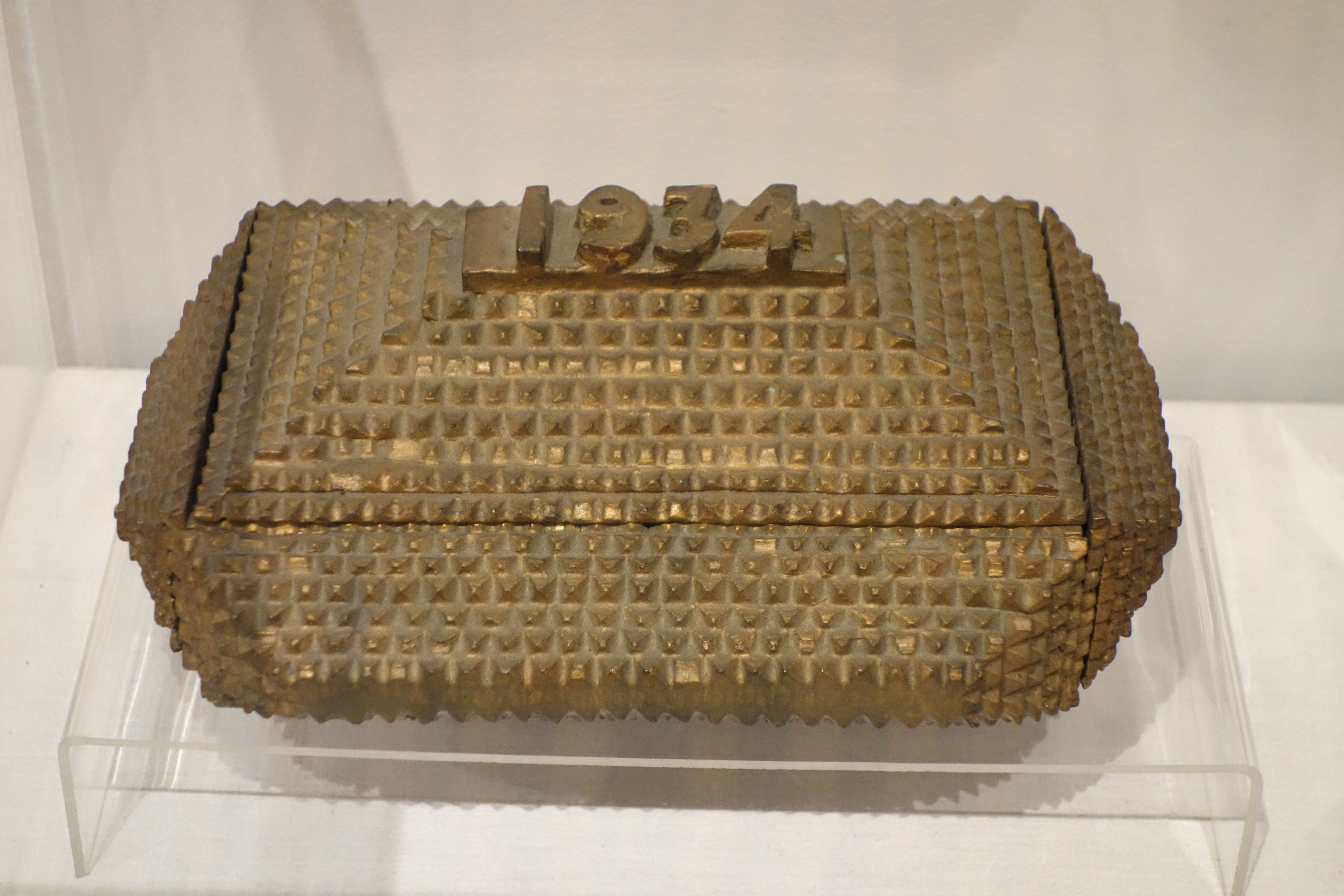
Un coffret de style Tramp Art exposé au Museum of Art d'Huntington en Virginie-Occidentale.

Le Tramp Art (littéralement « Art des clochards » ou « Art des vagabonds »), est un exemple d'art populaire mêlant sculpture sur bois et travail du bois qui est apparu aux États-Unis durant la seconde moitié du XIXe siècle, et plus particulièrement à partir des années 1870. Il perdure jusqu'aux années 1940, avant de décliner. On trouve également des traces de cet art en Europe durant la même période.
De nombreux hommes, femmes et enfants, pour la plupart issu de la classe ouvrière ou moyenne et presque tous anonymes, se sont adonnées à ce type d'art populaire, dont la définition a longtemps été floue, avant que Frances Lichten, employée au Philadelphia Museum of Art, via le terme « tramp work » en 1959, puis Helaine Fendelman, avec l'ouvrage Tramp Art an Itinerant's Folk Art publié en 1975, ne lui donne un nom.

## Histoire
Développé à partir de la tradition européenne de la sculpture sur bois à des fins décoratives, amené aux États-Unis par les immigrants européens, le Tramp Art apparaît durant la seconde moitié du XIXe siècle, et plus particulièrement à partir des années 1870, avant de connaître son apogée durant la Grande Dépression.
Cet art populaire se caractérise par la sculpture et la taille de petits morceaux de bois aux bords entaillés issus de matériaux de récupération, notamment des boîtes à cigares et des cageots, afin de réaliser des formes et motifs géométriques simples. Ces petits morceaux sont ensuite assemblés, puis collés ou cloutés en fines couches successives pour donner naissance à des objets de la vie courante, comme des boîtes à bijoux, des coffrets, des cadres, des boîtiers d'horloge, des cache-pots ou des miroirs, parfois en utilisant ces mêmes objets comme base préalable, et plus rarement sur des objets plus imposants, ou simplement décoratifs ou ludiques, comme des maisons de poupée ou des maquettes de maisons miniatures. Le rendu donne au produit une surface complexe et saillante, avec de multiples facettes, pour un résultat final unique. Pour y parvenir, des outils simples, comme un canif, de la colle et des clous, sont utilisés pour sculpter, travailler et fixer les différents éléments ensemble.
Populaire jusqu'aux années 1940, la disparition des boîtes à cigares causée par l'essor des cigarettes, additionné au manque de matière première de qualité causé par la Seconde Guerre mondiale, amène cet art à disparaître.
Un article de Frances Lichten, employée au Philadelphia Museum of Art, publié en 1959 dans le magazine Pennsylvania Folklife utilise le terme « tramp work » pour décrire des objets d'artisanat construits à partir de matériaux de rebut, tels que des boîtes à cigares ou des cageots, et assemblés à l'aide d'un canif. Ce terme fait notamment référence aux hobos américains et est repris par des experts et des marchands d'art pour désigner cette forme d'art populaire.
En 1975, l'experte Helaine Fendelman (en) publie le premier livre sur le sujet, Tramp Art an Itinerant's Folk Art. Ce livre sert de catalogue à la première exposition muséale sur cette forme d'art parrainée par l'American Folk Art Museum, et met en lumière cet art naïf, lui donnant son nom définitif.
Des chercheurs contemporains et des marchands d'art tels que le spécialiste Clifford A. Wallach ont noté par la suite que, si cette forme d'art a pu être pratiquée par la population itinérante américaine, elle ne lui est en aucun cas propre, et que l'on trouve parmi les pratiquants une importante et indéfinissable mixité, issue souvent des classes ouvrières ou moyennes.
De par ses origines européennes, des objets similaires furent également fabriqués en Europe, notamment dans le Nord de l'Europe et en Allemagne, dans la tradition de la sculpture par entaille (en) ou encoche.